# Alexandre Bougault

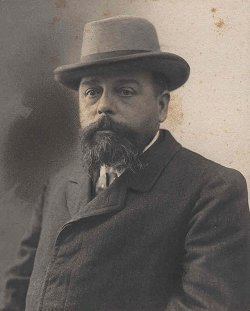
Alexandre Bougault

Alexandre Bougault (* 19. Dezember 1851 in Paris; † 4. September 1911 in Coutances, Département Manche) war ein französischer Fotograf und Verleger.

## Leben
Bougault war als Fotograf seit den 1880er Jahren in Nordafrika, vor allem in Tunesien und Algerien, sowie im Süden Frankreichs tätig. 1893 zog er mit seiner Familie nach Toulon, einem französischen Mittelmeerhafen im Département Var. Hier eröffnete er ein Fotostudio, in dem er auch Postkarten verkaufte. Seine Werke veröffentlichte er seit 1890 in seinem eigenen Verlag.
Während seiner früheren militärischen Laufbahn dokumentierte Bougault das Leben auf französischen Militärschiffen. Er lieferte in dieser Zeit auch fotografische Vorlagen für Abbildungen in dem Pariser Wochenmagazin L’Illustration. 
Die Bibliothèque nationale de France in Paris bewahrt unter anderem eine Reihe von Bougaults Fotografien aus dem Jahre 1898 auf.